# Iglesia de Santiago Apóstol (Villafranca del Bierzo)
La iglesia de Santiago Apóstol es un templo parroquial católico situado en Villafranca del Bierzo, en la comarca de El Bierzo, provincia de León (España), tiene una nave única rectangular cubierta con bóveda de cañón con Capilla Barroca y sacristía lateral añadida en el siglo XVIII.
En 2015, en la aprobación por la Unesco de la ampliación del Camino de Santiago en España a «Caminos de Santiago de Compostela: Camino francés y Caminos del Norte de España», España envió como documentación un «Inventario Retrospectivo - Elementos Asociados» (Retrospective Inventory - Associated Components) en el que en el n.º 1883 figura la iglesia de Santiago.

## Descripción
Templo de nave única rectangular cubierta con bóveda de cañón y ábside semicircular con tres ventanales formados con la técnica románica del taqueado jaqués.

## Imágenes

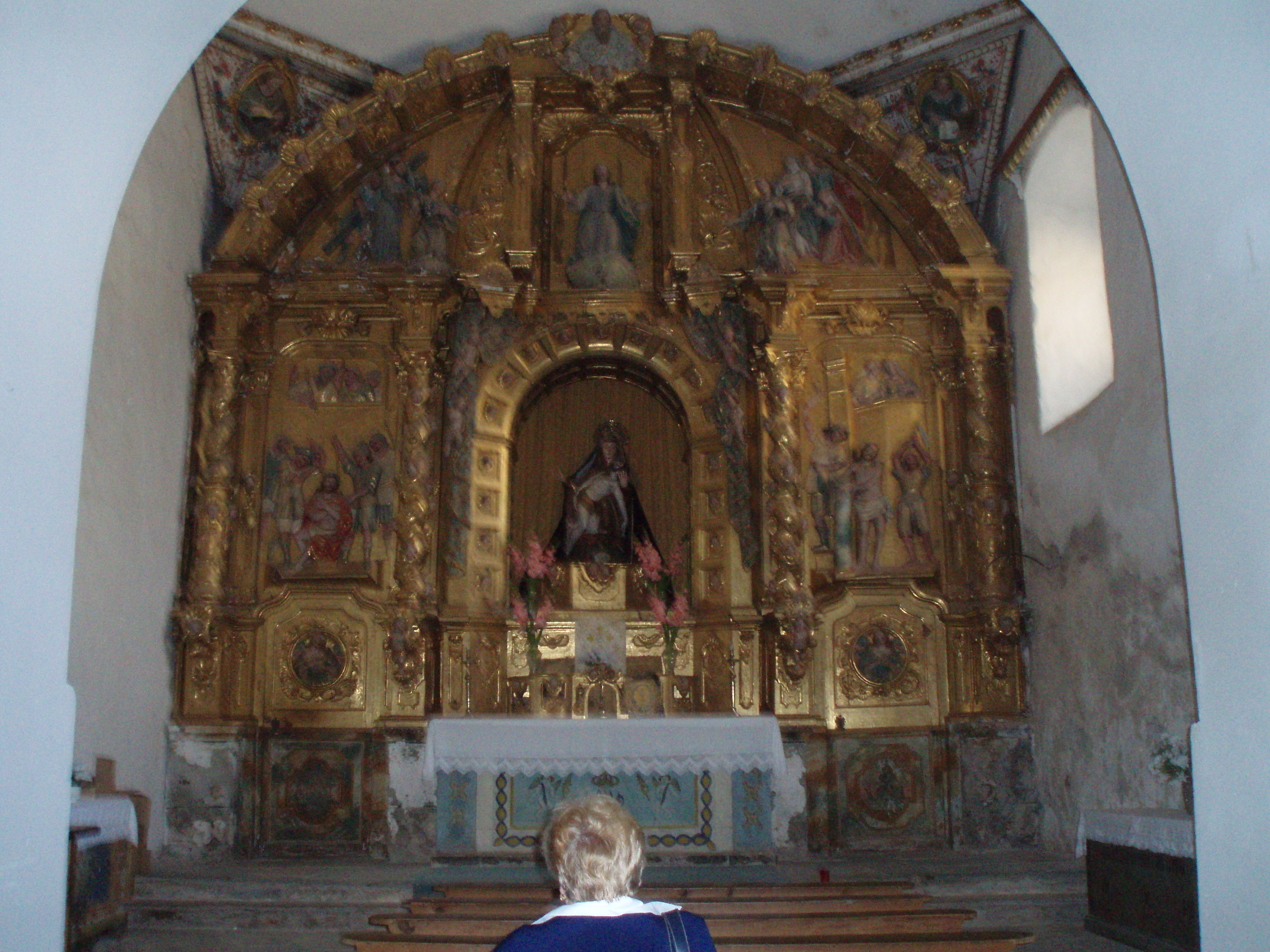
Retablo Barroco en capilla lateral, con imagen de la Virgen de las Angustias.

- Cristo Crucificado Bizantino del siglo XIII, en el ábside.
- Santiago Peregrino del siglo XIX.
- Virgen de las Angustias del siglo XVI, en la capilla lateral Barroca, construida en el siglo XVIII.

## Portadas
La iglesia posee dos portadas:

### Portada Principal
Situada en su fachada principal (lado oeste), se compone de un arco de medio punto, sin apoyo en columnas y sin decoración. Encima de la puerta una de las ventanas que ilumina la iglesia y arriba del todo la espadaña con dos vanos, de fecha posterior a la construcción de la iglesia. Y está situada al lado oeste

### Puerta del Perdón

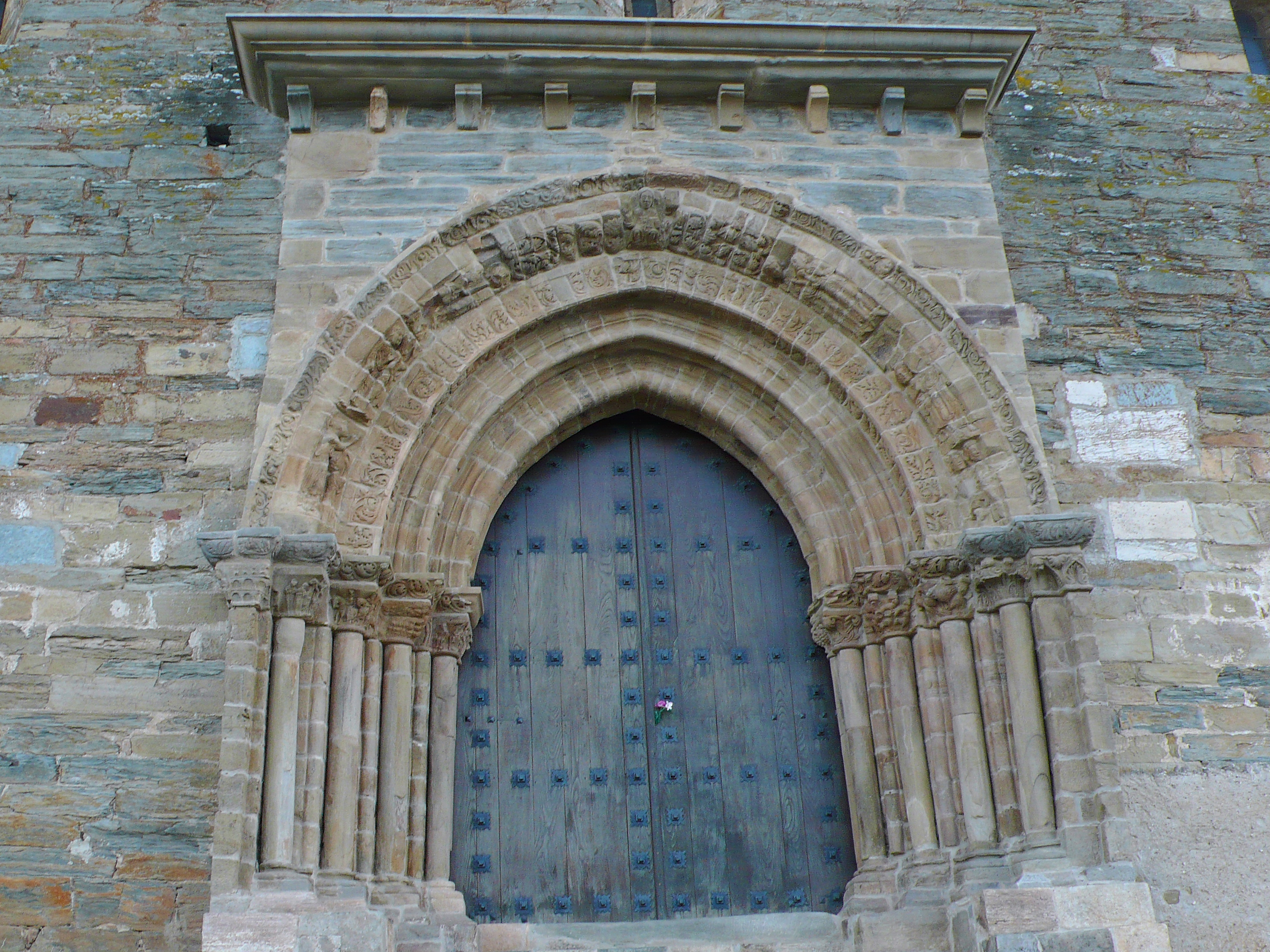
Puerta del Perdón.

La puerta del Perdón de dicha iglesia solo se abre en años Jacobeos para ofrecer el Jubileo a aquellos peregrinos cuya enfermedad les impida completar la ruta hasta la tumba del Apóstol Santiago.
Cuenta la tradición, allá por el año 1122, que el papa Calixto III y Urbano II le concedieron este privilegio de otorgar el Jubileo a los peregrinos que, por razones de salud, no pueden alcanzar Santiago de Compostela.
Durante los siglos XIX y XX la puerta estuvo tapiada debido a las pestes y para proteger al templo de los asaltos.